# Distretto di Binh Tan (Vinh Long)
Il distretto di Binh Tan (vietnamita: Bình Tân) è un distretto (huyện) del Vietnam, che è stato separato dal Distretto di Binh Minh a luglio 2007.
Il distretto ha una superficie di 15.288,63 ettari di naturale e 93.758 abitanti.
Al distretto fanno capo 11 suddivisioni amministrative minori, tra cui i comuni di My Thuan e Nguyen Van Thanh, Thanh Loi, Thanh Dong, Trung Thanh, Quoi Tan, Tan Binh, Thanh Tan, Tan Hung, Tan Tan Thanh.